# Nyssodrysternum borneanum
Nyssodrysternum borneanum es una especie de escarabajo longicornio del género Nyssodrysternum, tribu Acanthocinini, subfamilia Lamiinae. Fue descrita científicamente por Breuning en 1970.

## Descripción
Mide 6-8-10 milímetros de longitud.

## Distribución
Se distribuye por Bolivia, Brasil, Ecuador, Guyana, Guayana Francesa, Perú y Surinam.